# Томас, Иван Григорьевич
Томас Иван Григорьевич (нем. Thomas Johann Michael; 17 сентября 1770, Кобург — 1844) — российский историк, географ и статистик.

## Биография
Родился 17 сентября 1770 г. в семье Иоганна Петра Томаса. С 1783 г. учился в Кобургской гимназии. После окончания гимназии поступил в Галльский университет на факультет теологии в 1789 г. Далее с 1791 г. продолжал обучение в Йенском университете. Результатом обучения стало получение кандидатской степени по богословию в 1791 г. После получения степени работал домашним учителем, в связи с чем переехал в Дерпт. Там же в 1801 г. стал диаконом евангелическо-лютеранской церкви, прихода церкви Св. Иоанна. Параллельно являлся конректором училища.
Назначением в Императорский Казанский университет И. Г. Томас обязан попечителю университета - С. Я. Румовскому и А. К. Разумовскому, министру просвещения, которым учёный послал обращение с просьбой устройства в Казанском университете. Утверждение в должности ординарного профессора всеобщей истории, географии и статистики произошло 19 декабря 1810 г..
В вопросе получения должности в Казанском университете И. Г. Томасом Н. П. Загоскин высказывал следующие:
Несомненно, что местные связи не мало посодействовали достижению Томасом кафедрыН. П. Загоскин
С 1811 по 1814 гг. И. Г. Томас был членом училищного комитета, а уже в 1813 г. секретарем Совета. По результатм комиссии 1816 г. М. Л. Магницкого в Казанском университете был уволен без права на пенсию. Продолжил свою деятельность в должности пастора казанской евангелическо-лютеранской общины, параллельно занимал должность полкового проповедника. Информация о биографии И. Г. Томаса с 1823 г. неизвестна.

## Семья
И. Г. Томас был женат на Марии Елизавете Кёль. В их семье ещё до переезда в Казань был сын, а после переезда в 1805 году родились Густав и Адольф.  Их крёстными родителями стали Франц Ксаверий Броннер и жена профессора И.О. Брауна, Елизавета Карловна. Младшие сыновья И. Г. Томаса поступили на медицинский факультет Дерптского университета в 1823 г. На фронте погиб его сын Густав в 1828 г. Адольф, построив карьеру медика-хирурга, скончался в 1831 г. Про старшего сына И. Г. Томаса информация отсутствует.